# Passiflora guedesii
Passiflora guedesii är en passionsblomsväxtart som beskrevs av Huber. Passiflora guedesii ingår i släktet passionsblommor, och familjen passionsblomsväxter. Inga underarter finns listade i Catalogue of Life.